# セドナ空港

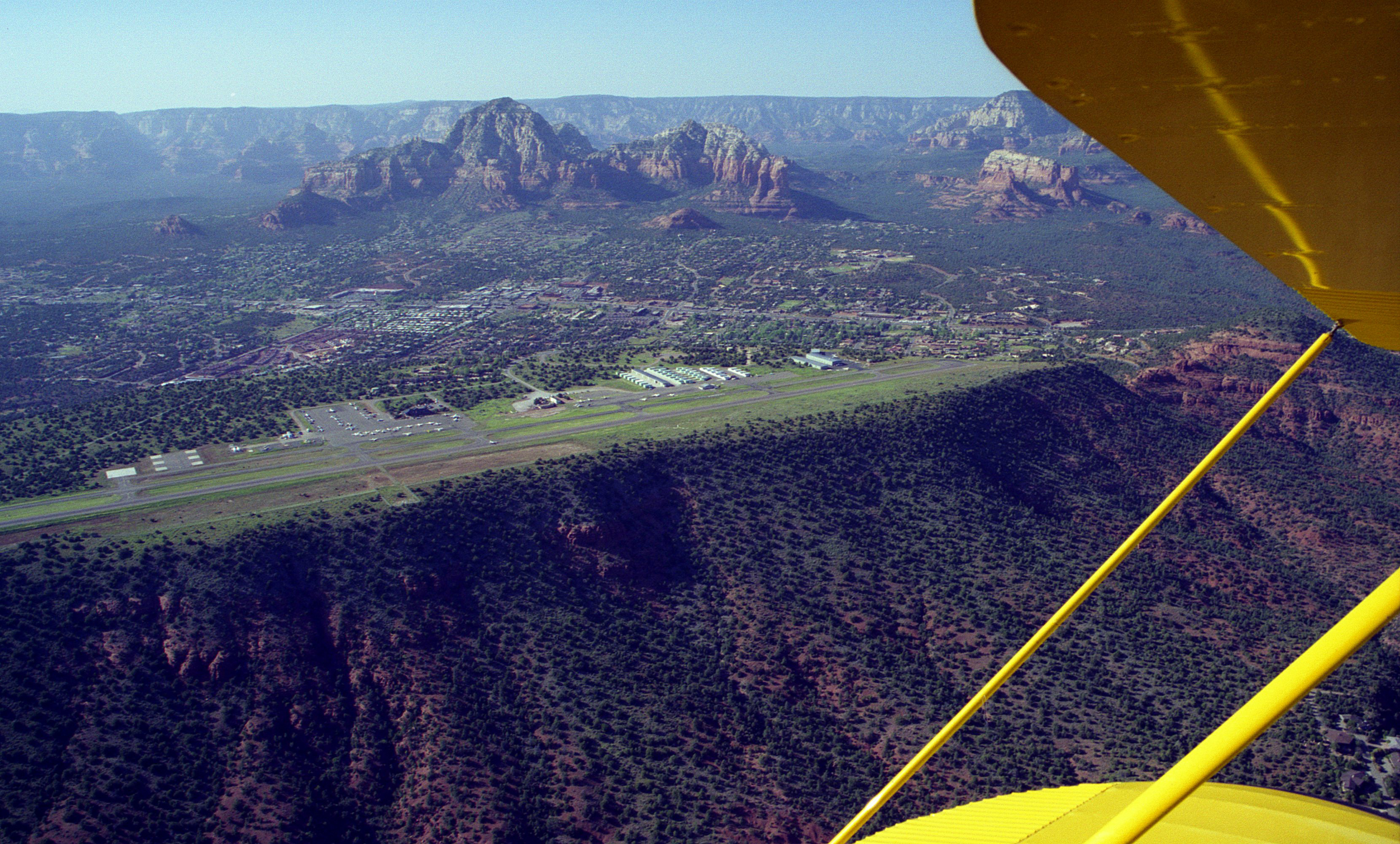
南南東から見たセドナ空港。メサ上に位置していることがわかる。背景はセドナの市街地。

セドナ空港（セドナくうこう、Sedona Airport、(IATA: SDX, ICAO: KSEZ, FAA LID: SEZ)）は、アメリカ合衆国アリゾナ州ヤヴァパイ郡の都市セドナの中心業務地区 (CBD) から南西に2マイル (1.7 nmi; 3.2 km)離れた位置にある、小規模な無管制空港。この空港は、220エーカー (89 ha)の敷地をもち、滑走路1本と、ヘリパッド1か所がある。
アメリカ合衆国の空港の多くは、FAAの3文字空港コードとIATA空港コードが一致しているが、この空港は、FAAコードが「SEZ」、IATAコードが「SDX」となっており、一致していない（IATAコードでは「SEZ」は、セーシェルのマヘ島にあるセーシェル国際空港に割り当てられている。
この空港は、標高の高いメサ（卓状台地）上の、市街地の大部分を見下ろす位置にあり、旅客であれ地元の住民であれ、セドナの市街地周辺で自動車を運転していると、頭上に現れた着陸態勢の飛行機が、山中に突然消えてしまい着陸した様子が見えないということがしばしばある。また、空港は、砂岩の露頭である「セドナのレッド・ロック (Red Rocks of Sedona)」のすぐ近くにある。

## 歴史
開港は1955年である。当時は、舗装された滑走路はなく、滑走路上をコヨーテなどの動物が闊歩している状態だった。これは、着陸するパイロットにとっては危険なことであった。1957年には、小さな舗装された滑走路が設けられた
1990年、滑走路の改良がおこなわれ定期便の就航が始まった。1981年にジャック・シーリー (Jack Seeley) が設立したエア・セドナ (Air Sedona) が、フェニックスのスカイハーバー国際空港や、ラスベガス、近傍のグランドキャニオン国立公園空港などへの就航を1995年まで続けた。セドナ空港は、ボーイング737程度のサイズ以上の商用ジェット旅客機は受け入れられない。しかし、小さなビジネスジェットや、ビジネス客用のジェット機や、セスナ機、ビーチクラフト機、ヘリコプターなどの利用は多い。
かつて就航していたシーニック航空（Scenic Airlines：後のグランドキャニオン・シーニック航空）は、1997年4月までで、セドナ空港への便を廃止した。
セドナ空港を拠点とするセドナ・エア・ツアーズ (Sedona Air Tours) は、1994年から、ヘリコプターや軽飛行機を使ったセドナやグランド・キャニオンの遊覧飛行サービスなどを提供している。

## 事故
2003年4月12日、3人が搭乗していたビーチクラフト ボナンザが21滑走路の南西でフェンスと接触して、地面に激突した。この事故で、操縦訓練を指導中だったインストラクター、訓練生、乗客の3人が死亡した。
2012年7月26日木曜日、オリンピックに2回出場した長距離走者パット・ポーターが操縦し、15歳の息子コナー (Connor) と、その友人で14歳のコナー・マンチ (Connor Mantsch) が同乗していたビーチクラフト デュークが、この空港から離陸した直後に墜落して、全員が死亡した。